# Anton Bitenc
Anton (Tone) Bitenc, slovenski arhitekt, * 6. januarja 1920, Šentvid nad Ljubljano, † 14. junij 1977, Ljubljana.

## Življenje in delo
Diplomiral je leta 1947 na ljubljanski Tehniški fakulteti v razredu profesorja Plečnika in bil njegov zadnji asistent. Po učiteljevi smrti je zaključil več njegovih del. Za tem je bil od 1967 docent in kasneje profesor za arhitekturno risanje in kompozicijo na Fakulteti za arhitekturo v Ljubljani. V oblikovanju arhitekture, zlasti spomenikov narodnoosvobodilne borbe, je izhajal iz Plečnikove motivike (Spomenik padlim v Dragi, spomeniki NOB v Mednem, Orehovici, Šentvidu pri Ljubljani, in drugih krajih). Uveljavil se je z obnovo kulturnih spomenikov: Blejskega gradu in cerkve Marijinega rojstva na blejskem Otoku, za kar je leta 1973 prejel Plečnikovo nagrado. Podoben koncept je imel pri prenovi dvorca Zemono. Svojska je bila ureditev Festivalne dvorane v lupini nekdanje semeniške kapele Baragovega semenišča leta 1956.
Od njegovih poznejših obnovitvenih projektov izstopa ureditev kompleksa uršulinskega samostana v okviru gradnje Trga revolucije v Ljubljani, vključno s podhodom do Kongresnega trga (1966-1975), prenova omenjenega dvorca Zemono v Vipavski dolini, dokončanje prenove in predelave Križank v Ljubljani v letno gledališče. Za Plečnikom je bil najpomembnejši načrtovalec novih cerkva v Sloveniji v drugi polovici 20. stoletja: (Dražgoše, Idrija, Koseze v Ljubljani, Poljane nad Škofjo Loko). Sodeloval je tudi pri preureditvi več starejših cerkva, zlasti pri urejanju oltarjev ali krstilnic, med drugim tudi v ljubljanski stolnici. Opremil je več knjig, med drugimi Finžgarjeve in Pregljeve izbrane spise.

## Priznanja
Leta 1966 je prejel nagrado Prešernovega sklada za urbanistično ureditev trga v Ajdovščini in leta 1973 kot prvi nagrajenec še Plečnikovo nagrado, za obnovo Blejskega otoka s cerkvijo. Po smrti, leta 1981, so mu na dvorišču Križank postavili doprsni kip.